# Manětín
Manětín település Csehországban, a Észak-plzeňi járásban. Manětín Pšov, Chyše, Štědrá, Bezvěrov, Horní Bělá, Nečtiny, Mladotice, Hvozd, Líté, Štichovice és Žihle településekkel határos. Lakosainak száma 1131 fő (2024. január 1.).

## Népesség
A település lakosságának változását az alábbi diagram mutatja:
| Lakosok száma | 3624 | 3672 | 3289 | 1753 | 1476 | 1245 | 1133 | 1142 | 1128 | 1131 |
|               | 1869 | 1890 | 1921 | 1950 | 1980 | 2001 | 2017 | 2019 | 2022 | 2024 |